# ویلیام دیکسون
ویلیام دیکسون (انگلیسی: William Dickson; ۱۵ مارس ۱۹۲۳ – ژوئن ۲۰۰۲ (aged 79)) بازیکن فوتبال اهل ایرلند شمالی بود.
از باشگاه‌هایی که در آن بازی کرده‌است می‌توان به باشگاه فوتبال آرسنال، باشگاه فوتبال منزفیلد تاون، باشگاه فوتبال نوتس کانتی، باشگاه فوتبال چلسی، و تیم ملی فوتبال ایرلند شمالی اشاره کرد.
وی همچنین در تیم ملی فوتبال ایرلند شمالی بازی کرده‌است.